# Vicente Azuero
Vicente Anselmo de Azuero y Plata (Oiba, 21 de abril de 1787 - La Mesa, 28 de septiembre de 1844) fue un abogado, político y periodista colombiano. Se manifestó públicamente en contra de la utilidad de las comunidades religiosas en la nación, siendo uno de los autores principales de la legislación que en las décadas de 1820 y 1830 suprimió los conventos con pocos miembros.

## Biografía
Hijo legítimo del alcalde mayor del pueblo de Oiba, Ignacio Javier de Azuero y de Micaela Plata Acevedo. Hermano menor de Juan Nepomuceno Azuero, religioso que participó activamente a favor de la independencia de Nueva Granada.
Vicente Azuero estudió en el Colegio Mayor de San Bartolomé, en Santafé, donde se graduó en derecho. Siendo aún estudiante desempeñó la cátedra de Latinidad y después la de Derecho Público, que obtuvo en propiedad por concurso. Se distinguió entre sus condiscípulos por su puridad de costumbres y consagración al estudio. Recibió el Título de doctor en teología y derecho civil y canónico. Luego en la Universidad Santo Tomás, se graduó en cánones (Derecho canónico).

### Guerra de independencia
Azuero participó en los hechos del 20 de julio de 1810 y se unió al batallón de los Guardias Nacionales que surgiera en los días siguientes, del que fue subteniente; ocupando diversos cargos en este período. Durante la Reconquista fue hecho prisionero, pero logró escapar después de la batalla de Boyacá en 1819.

### Colombia independiente
Vicente Azuero fue uno de los conspiradores en la tentativa de asesinato del Libertador Simón Bolívar la noche del 25 de septiembre de 1828, conocida como Conspiración septembrina. Impulsó una educación antirreligiosa que contrastó con la creencia general del país. Muerto el Libertador se ocupó de borrar su memoria y de perseguir a quienes continuaron fieles a su legado. Su sectarismo y odio contra el Libertador despertó ataques físicos a los bolivarianos. 
Durante la existencia de la Gran Colombia, vuelve a la vida pública y ocupa diversos cargos públicos, especialmente participa en el Congreso Constituyente de 1821 y la Convención de Ocaña y en la Comisión de Educación creada por el vicepresidente Santander la cual funda las primeras universidades republicanas de Bogotá, Quito, Caracas, Popayán, Cartagena y Panamá por su iniciativa, además de multitud de colegios de educación media que abarcaron toda la república.
En los inicios republicanos de Colombia, ya disuelta la Gran Colombia, Azuero fue uno de los principales pilares del partido federalista, que posteriormente se conocería como el Partido Liberal, y uno de los principales colaboradores de Santander en la organización del país. Ocupó un escaño en el parlamento y llegó a presentarse, sin éxito, a la presidencia de la República en las Elecciones presidenciales de Colombia (1837) al frente de los federalistas doctrinarios, grupo escindido del partido federalista, y las Elecciones presidenciales de Colombia (1841) al frente del partido federalista unido que ya empezaba a identificarse como liberal; elecciones especialmente violentas, al encontrarse el país sumido en la Guerra de los Supremos y representar a la oposición, por lo que fue perseguido y encarcelado por orden del gobierno, aun así obtuvo la mayoría simple de votos pero no la presidencia.

## Muerte
Tras asumir la presidencia el general Herrán, Azuero fue amnistiado y se retiró de la vida pública, muriendo poco después.

## Legado
Cuando su discípulo Ezequiel Rojas propuso el primer programa para el partido liberal en 1848 (considerado como el acto de fundación del partido), firmó con la palabra "Azuero", quien había fallecido cuatro años antes. Vicente fue hermano de Juan Nepomuceno Azuero, presbítero católico reconocido por su participación en la guerra de independencia y por su ideario liberal, siendo reconocido como uno de los "curas liberales" de la primera mitad del siglo XIX.

## Homenajes
Cuando Panamá era parte integrante de Colombia, en el siglo XIX, la península de mayor extensión del istmo de Panamá recibió el nombre de Península de Azuero a instancias del Presidente colombiano Francisco de Paula Santander, nombre que hasta hoy conserva.